# Francisca Cortés Richart
Francisca Cortés Richart (L'Alqueria d'Asnar, el Comtat, 1924 - 25 de gener de 2015) va ser la sacristana de l'Alqueria d'Asnar des de principis dels anys 50.
Comença a fer de sacristana en 1950, substituint a sa mare, que era qui duia a terme eixes ocupacions a l'església de la localitat, estant en actiu 65 anys. En 2014 l'ajuntament de la localitat li dedica un monument i la fa filla predilecta.